# Canadian Soccer League 1991
La Canadian Soccer League 1991 è stata la quinta edizione del campionato di calcio canadese.
Rispetto alla stagione precedente si registrò il fallimento di Edmonton Brickmen, Ottawa Intrepid e Victoria Vistas, in più i London Lasers ottennero la sospensione dell'attività per un anno. Con l'ingresso del primo club delle province marittime, i Nova Scotia Clippers, il numero delle partecipanti si fermò quindi a otto.

## Formula
In questa stagione per la prima volta vennero assegnati tre punti per ogni vittoria e uno per ogni pareggio.
Vista la riduzione del numero di squadre si abbandonò la separazione in division. Ogni squadra incontrava le altre quattro volte, due in casa e due in trasferta.
Si qualificavano ai play-off le prime sei classificate, con le prime due ammesse direttamente in semifinale. I primi due turni si disputavano al meglio delle tre partite, mentre la finale in partita unica.

## Partecipanti
| Club                 | Città      | Provincia           | Stagione precedente    |
| -------------------- | ---------- | ------------------- | ---------------------- |
| Hamilton Steelers    | Hamilton   | Ontario             | 3º in Eastern division |
| Kitchener Spirit     | Kitchener  | Ontario             | 4º in Eastern division |
| Montréal Supra       | Montréal   | Québec              | 2º in Eastern division |
| North York Rockets   | North York | Ontario             | 5º in Eastern division |
| Nova Scotia Clippers | Halifax    | Nuova Scozia        | Esordiente             |
| Toronto Blizzard     | Toronto    | Ontario             | 1º in Eastern division |
| Vancouver 86ers      | Vancouver  | Columbia Britannica | Campione dopo play-off |
| Winnipeg Fury        | Winnipeg   | Manitoba            | 3º in Western division |

## Classifica regular season
|  | Pos. | Squadra              | Pt | G  | V  | N | P  | GF | GS |
|  | ---- | -------------------- | -- | -- | -- | - | -- | -- | -- |
|  | 1.   | Vancouver 86ers      | 64 | 28 | 20 | 4 | 4  | 69 | 31 |
|  | 2.   | Toronto Blizzard     | 48 | 28 | 14 | 6 | 8  | 57 | 33 |
|  | 3.   | North York Rockets   | 48 | 28 | 13 | 9 | 6  | 50 | 36 |
|  | 4.   | Hamilton Steelers    | 46 | 28 | 14 | 4 | 10 | 42 | 38 |
|  | 5.   | Montréal Supra       | 40 | 28 | 11 | 7 | 10 | 41 | 38 |
|  | 6.   | Nova Scotia Clippers | 28 | 28 | 7  | 7 | 14 | 29 | 53 |
|  | 7.   | Kitchener Spirit     | 19 | 28 | 4  | 7 | 17 | 28 | 56 |
|  | 8.   | Winnipeg Fury        | 18 | 28 | 4  | 6 | 18 | 26 | 57 |

Legenda:

      Ammessa alle semifinali play-off
      Ammessa ai play-off

## Risultati
|                      | HAM  | KIT  | MTL  | NYR  | NSC  | TOR  | VAN  | WPG  |  | HAM  | KIT  | MTL  | NYR  | NSC  | TOR  | VAN  | WPG  |
| -------------------- | ---- | ---- | ---- | ---- | ---- | ---- | ---- | ---- |  | ---- | ---- | ---- | ---- | ---- | ---- | ---- | ---- |
| Hamilton Steelers    | –––– | 2-1  | 2-0  | 2-0  | 3-0  | 1-3  | 1-5  | 0-0  |  | –––– | 1-0  | 1-1  | 3-0  | 1-2  | 2-1  | 2-1  | 4-0  |
| Kitchener Spirit     | 1-1  | –––– | 1-1  | 1-1  | 3-3  | 0-0  | 1-4  | 2-3  |  | 3-4  | –––– | 0-4  | 5-1  | 0-2  | 0-2  | 1-3  | 1-0  |
| Montréal Supra       | 3-2  | 1-0  | –––– | 4-1  | 3-2  | 1-2  | 1-2  | 1-0  |  | 4-1  | 1-0  | –––– | 1-1  | 1-0  | 2-1  | 1-2  | 0-0  |
| North York Rockets   | 3-0  | 4-1  | 1-1  | –––– | 3-0  | 2-3  | 2-2  | 2-0  |  | 2-0  | 2-2  | 1-0  | –––– | 5-1  | 1-1  | 1-3  | 2-1  |
| Nova Scotia Clippers | 2-1  | 0-1  | 1-1  | 1-1  | –––– | 1-0  | 0-0  | 2-0  |  | 0-1  | 0-1  | 2-1  | 0-0  | –––– | 2-1  | 0-4  | 1-2  |
| Toronto Blizzard     | 0-1  | 2-0  | 3-1  | 2-2  | 6-1  | –––– | 3-0  | 2-2  |  | 1-1  | 2-0  | 3-0  | 1-3  | 4-2  | –––– | 1-2  | 5-0  |
| Vancouver 86ers      | 3-2  | 3-1  | 1-1  | 0-2  | 3-1  | 2-2  | –––– | 3-1  |  | 1-0  | 6-0  | 3-2  | 0-1  | 4-0  | 3-1  | –––– | 4-1  |
| Winnipeg Fury        | 1-2  | 1-1  | 0-2  | 0-2  | 2-2  | 1-4  | 0-2  | –––– |  | 0-1  | 2-1  | 5-2  | 1-4  | 1-1  | 0-1  | 2-3  | –––– |

## Play-off
|  | Primo turno          | Primo turno | Primo turno | Primo turno |  |  | Semifinali         | Semifinali | Semifinali | Semifinali |  |                 | Finale           | Finale |
|  |                      |             |             |             |  |  |                    |            |            |            |  |                 |                  |        |
|  |                      |             |             |             |  |  | Vancouver 86ers    | 1          | 2          |            |  |                 |                  |        |
|  |                      |             |             |             |  |  | Vancouver 86ers    | 1          | 2          |            |  |                 |                  |        |
|  |                      |             |             |             |  |  | Hamilton Steelers  | 1          | 1          |            |  |                 |                  |        |
|  | Hamilton Steelers    | 0           | 4           | 1           |  |  | Hamilton Steelers  | 1          | 1          |            |  |                 |                  |        |
|  | Hamilton Steelers    | 0           | 4           | 1           |  |  |                    |            |            |            |  |                 |                  |        |
|  | Montréal Supra       | 3           | 0           | 0           |  |  |                    |            |            |            |  |                 |                  |        |
|  | Montréal Supra       | 3           | 0           | 0           |  |  |                    |            |            |            |  | Vancouver 86ers | 5                |        |
|  |                      |             |             |             |  |  |                    |            |            |            |  | Vancouver 86ers | 5                |        |
|  |                      |             |             |             |  |  |                    |            |            |            |  |                 | Toronto Blizzard | 3      |
|  |                      |             |             |             |  |  |                    |            |            |            |  |                 | Toronto Blizzard | 3      |
|  |                      |             |             |             |  |  |                    |            |            |            |  |                 |                  |        |
|  |                      |             |             |             |  |  |                    |            |            |            |  |                 |                  |        |
|  |                      |             |             |             |  |  | Toronto Blizzard   | 2          | 1          | 1          |  |                 |                  |        |
|  |                      |             |             |             |  |  | Toronto Blizzard   | 2          | 1          | 1          |  |                 |                  |        |
|  |                      |             |             |             |  |  | North York Rockets | 0          | 2          | 0          |  |                 |                  |        |
|  | North York Rockets   | 4           | 5           |             |  |  | North York Rockets | 0          | 2          | 0          |  |                 |                  |        |
|  | North York Rockets   | 4           | 5           |             |  |  |                    |            |            |            |  |                 |                  |        |
|  | Nova Scotia Clippers | 0           | 1           |             |  |  |                    |            |            |            |  |                 |                  |        |
|  | Nova Scotia Clippers | 0           | 1           |             |  |  |                    |            |            |            |  |                 |                  |        |